# James Taylor
James Vernon Taylor (Boston, Massachusetts, 12 de marzo de 1948) es un cantautor, músico y guitarrista estadounidense, ganador de cinco Premios Grammy. Su primer éxito fue el sencillo «Fire and Rain» de su segundo álbum Sweet Baby James (1970), disco que ocupa el puesto 103 de la lista de los 500 mejores álbumes de todos los tiempos de la revista Rolling Stone, y siendo ubicado por la misma revista en el puesto 84 de los 100 mejores artistas de todos los tiempos. El año siguiente, su versión de la canción de su amiga Carole King, «You've Got a Friend», alcanzó el puesto número 1.
Su álbum recopilatorio, Greatest Hits, de 1976, fue certificado disco Diamante por la RIAA, con doce millones de copias vendidas solo en los Estados Unidos.

## Biografía
Nacido en Boston, Massachusetts, pasó su infancia en Chapel Hill, Carolina del Norte. La carrera de Taylor comenzó a mediados de los años sesenta, pero encontró su público a inicios de los setenta cantando canciones acústicas suaves y sensibles. Taylor formó parte de una ola de cantautores suaves que incluye a Carole King, Joni Mitchell, John Denver, Jackson Browne y Carly Simon, con quien se casó más tarde. Fue precisamente el éxito comercial de Taylor que abrió el camino para toda esta generación de cantautores.
Como músico, ha participado en numerosas grabaciones como guitarrista acústico y vocalista ya incluso antes de ascender a la fama, como en el caso del LP Tapestry, de Carole King. Su particular estilo Fingerpicking, unido a sus constantes Hammer-on y pull-off de las cuerdas prima (Mi) y segunda (Si), al tiempo que acordes abiertos abundantes de cuartas suspendidas ha sido un referente de los guitarristas acústicos desde los años 70. Admirado como músico, se ha rodeado tanto en grabaciones como en giras siempre de grandes figuras como Larry Goldings, Steve Gadd, Danny Kortchmar, Michael Brecker, Michael Landau, David Sanborn, Arnold McCuller y muchos otros. Desde el 17 de diciembre de 2010 inició desde su sitio web oficial unas clases de guitarra para mostrar su técnica al gran público, siendo el primero que ha perfeccionado dichas grabaciones con una cámara dentro y fuera de la guitarra simultáneas, que muestran tanto la digitación de la mano izquierda como la derecha, con total exactitud.
Su primer álbum, James Taylor (1968), fue el primer álbum publicado por el sello discográfico de The Beatles, Apple Records, y contó con la colaboración de George Harrison y Paul McCartney, aunque solo McCartney figura en los créditos.
Su primer éxito en alcanzar el número 10 (Top 10 hit) en las listas americanas fue «Fire and Rain», una canción introspectiva cuyas tres estrofas versan sobre diferentes etapas de la vida del artista, incluida su estancia en un hospital mental donde fue internado para recuperarse de episodios de ansiedad acrecentados con el consumo de drogas, que superaría definitivamente en los años 80, según él mismo ha confesado.
El siguiente LP lanzado por el artista vendió más de un millón de copias, Mud Slide Slim and the Blue Horizon, que incluía el sencillo «You've Got a Friend», tema escrito por su buena amiga Carole King. Por esta grabación ganó un Grammy en 1971 al mejor cantante pop masculino. En 1972, Taylor volvió a ganar un Disco de Oro por las ventas de su LP One Man Dog, al que siguió en 1973 su LP Walking Man. El álbum Gorilla (1975) incluyó otros dos grandes hits para las listas musicales en los Estados Unidos: «How Sweet It Is (To Be Loved By You)», de Holland-Dozier-Holland y «Mexico». Siguiendo a su último disco con la Warner Brothers, su álbum In the Pocket, Taylor cambió de compañía discográfica, firmando con Columbia Records y lanzando algunos de sus discos más exitosos: JT (1977) un disco doble platino; Flag (1979); Dad Loves His Work (1981); That's Why I'm Here (1985); Never Die Young (1988); New Moon Shine (1991); el disco doble Live (1993); en (1994) presta su voz para el episodio 96 de la quinta temporada de Los Simpson en el que se interpreta a sí mismo, cantando una versión alterada de «Fire and Rain» específicamente para el episodio, Hourglass (1998), ganando entonces su primer Grammy al mejor álbum de pop del año. 
En el año 2000 Taylor ingresó por méritos propios en el Rock and Roll Hall of Fame y el prestigioso Songwriters Hall of Fame. 
October Road (2002), se vuelve disco de platino.
La US National Academy of Recording Arts and Sciences le seleccionó como su Personaje MusiCares del año en 2006, y su nuevo CD, One Man Band (2007), fue nominado en los Premios Emmy.
En 2006, Taylor interpretó la canción Our Town, escrita por Randy Newman, de la película de Pixar, Cars. La canción fue nominada a Mejor Canción Original en los Premios Óscar de 2006.
En el año 2009 realizó una aparición en la película Funny People junto a Adam Sandler, Seth Rogen y Leslie Mann, aunque su primera aparición en el cine vino de la mano del director Monte Hellman, en la película Two-Lane Blacktop, de la que fue protagonista, aunque no tuvo demasiado éxito.
En el año 2011 recibió la Medalla Nacional de las Artes 2010 de manos del Presidente de los Estados Unidos Barack Obama en una ceremonia en la Casa Blanca. En 2012 recibió la distinción de Caballero de la Orden de las Artes y las Letras por el Gobierno de Francia. Otros artistas americanos que han recibido dicho galardón son: Bob Dylan, Patti Smith, Van Morrison, Frederica von Stade, Philip Glass, Juanes, Kylie Minogue o Andre Rieu.
James Taylor ha sido nombrado doctor honoris causa por el Williams College y la Berklee School of Music. Aunque pasó su juventud en Carolina del Norte, vive en la zona oeste de Massachusetts, con su mujer Caroline y los hijos de ambos los gemelos Henry y Rufus. Anteriormente estuvo casado otras dos veces. Estuvo casado con Carly Simon entre 1976 y 1983, con la que tuvo dos hijos.

## Vida social
James Taylor se ha mantenido durante la mayor parte de su carrera ajeno a relacionar su figura con la de políticos, ya fueran demócratas o republicanos. Como él mismo confesaba, esto cambió durante el mandato de George W. Bush, ante la aparición de Barack Obama. James Taylor fue un referente de apoyo artístico para la carrera presidencial de Barack Obama, participando en numerosos actos y colaborando en la consecución de fondos para sus campañas electorales.

## Discografía
| - 1968 - James Taylor - 1970 - Sweet Baby James - 1971 - James Taylor and the Original Flying Machine - grabado en 1966-1967 - 1971 - Mud Slide Slim and the blue horizon - 1972 - One Man Dog - 1974 - Walking Man - 1975 - Gorilla - 1976 - In the Pocket - 1977 - JT - 1979 - Flag - 1981 - Dad Loves His Work - 1985 - That's Why I'm Here - 1988 - Never Die Young - 1991 - New Moon Shine - 1997 - Hourglass - 2002 - October Road - 2004 - A Christmas Album — álbum de Navidad - 2006 - James Taylor at Christmas — álbum de Navidad - 2008 - Covers - 2015 - Before This World - 2020 - American Standard | - 1976 - Greatest Hits - 1987 - Classic Songs - 2000 - Greatest Hits Volume 2 - 2003 - The Best of James Taylor - 2013 - The Essential James Taylor - 2019 - The Warner Bros Albums 1970–1976 - 1993 - Live - 1994 - Best Live - 2007 - One Man Band - 2009 - Amchitka (con Joni Mitchell y Phil Ochs) - 2010 - Live at the Troubadour (con Carole King) - 2009 - Other Covers |

## Videografía
- James Taylor: In Concert (1982)
- Squibnocket (1993)
- Live at the Beacon Theatre (1998)
- Pull Over (2002)
- James Taylor: A MusiCares Person Of The Year Tribute (2006)
- James Taylor: One man band (2007)